# St. Jakob (Friedberg)

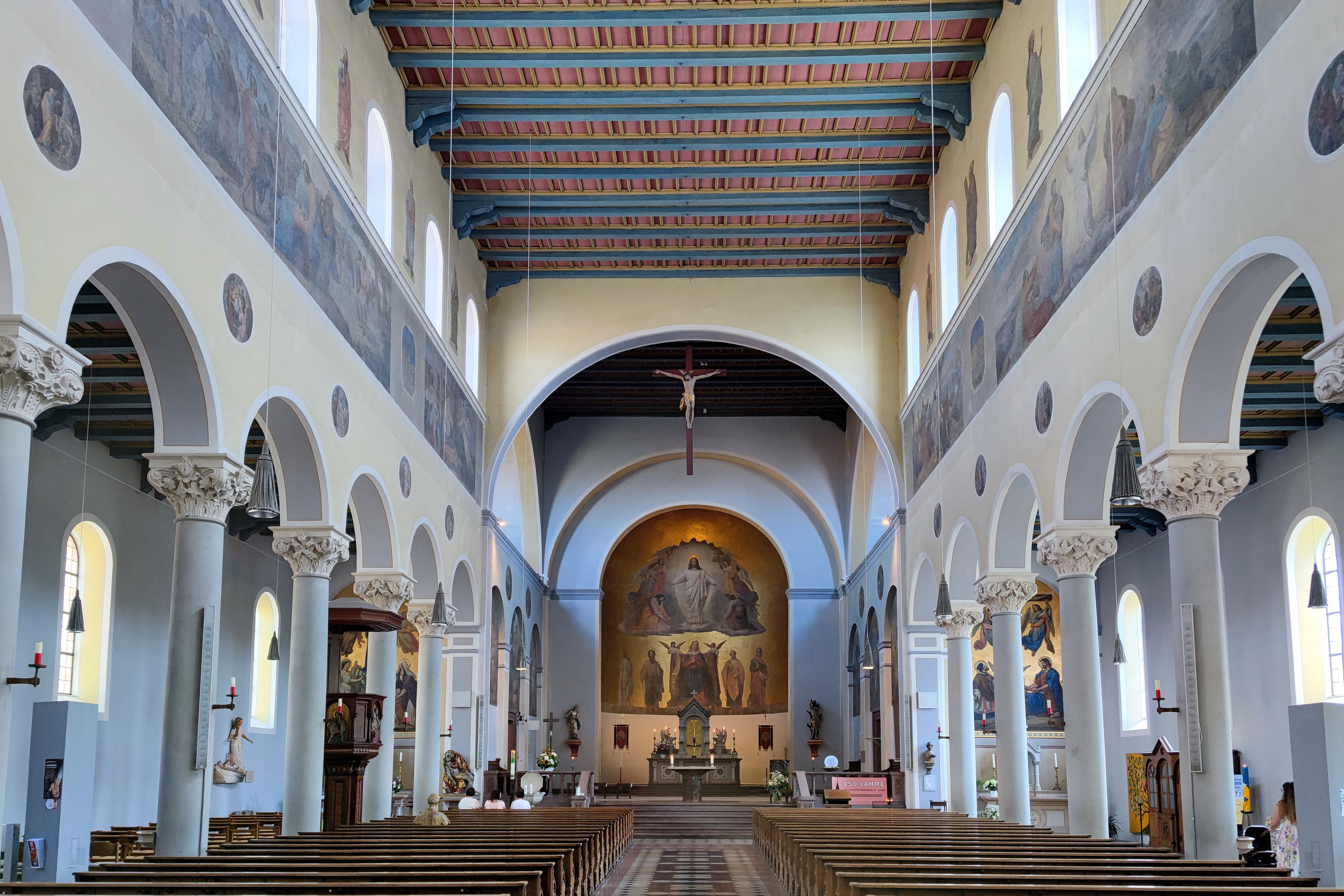
Pfarrkirche St. Jakob: Innenraum

St. Jakob ist eine katholische Pfarrkirche in der bayerischen Stadt Friedberg.

## Vorgängerbau
Bereits im ausgehenden 13. Jahrhundert gab es Hinweisen zufolge in Friedberg eine Kirche, welche dem heiligen Apostel Jakobus major geweiht war. Über die Kirche ist wenig bekannt. 1408 ist ein Marienaltar, 1444 ein Johannes-Altar, 1471 ein Heilig-Kreuz-Altar und Ende des 16. Jahrhunderts ein Sebastian-Altar dokumentiert. Die dreischiffige, gotische Hallenkirche verfügte im Jahr 1610 über sieben Altäre: „S: Jakobi“, „S: Cruis“, „B: Virginis“, „S:Annae“, „S: Nicolai“, „S: Sebastiani“ und „et omnium S:S“. Das Bauwerk wurde im Dreißigjährigen Krieg stark in Mitleidenschaft gezogen und nachfolgend nur zögerlich erneuert. Bis zum Jahre 1713 war die Restaurierung des Chores abgeschlossen und ein ca. 75 m (232 Fuß) hoher Kirchturm errichtet. 1737 wurde ein Altar zu Ehren des heiligen Johannes von Nepomuk errichtet. Etwa 1740 bis 1745 wurde die Kirche barockisiert. Johann Bapt. Anwander erstellte ein Deckenfresko mit dem heiligen Jakobus und Franz Xaver Feichtmayr die Stuckierung. Am 2. März 1868 stürzte der Kirchturm ein und zerstörte das Mittelschiff und das Presbyterium.

## Heutiger Kirchenbau
Statt der zerstörten wurde die heutige Kirche in den Jahren 1871 bis 1873 im neuromanischen Stil erbaut und diente ab dem 18. Oktober 1873 dem gottesdienstlichen Gebrauch. Im Jahr 1881 wurde das Kirchengebäude endgültig fertiggestellt und durch den Augsburger Bischof Pankratius von Dinkel geweiht. Das Gebäude ist außen San Zeno in Verona nachempfunden, innen nimmt es Bezug auf Sant’Apollinare in Classe in Ravenna. Die vier Glocken stammten aus der Glockengießerei Johann Hermann in Memmingen. Verschieden stark gebrannte Ziegel ergeben eine Bänderung gemäß dem italienischen Vorbild. Die Fresken stammten von Ferdinand Wagner und zeigten die Schöpfung durch Gott Vater, die Erlösung durch den Sohn und die Heiligung durch den Heiligen Geist. Diese wurden jedoch bei einer Renovierung der Kirche in den Jahren 1956 bis 1958 stark beschädigt. Auch die reiche Arabeskenverzierung ist nicht mehr erhalten. Die erhaltenen Fresken zeigen in der Apsis die Wiederkunft Jesu und Maria auf dem Himmelsthron. Zu ihren Seiten stehen die Apostel Petrus, Paulus, Johannes und Jakobus. Diese von Wagner erstellten Fresken wurden der Allerheiligenhofkirche in München entnommen. Im Chorraum sind Szenen aus dem Leben Jesu dargestellt, in vier Rundbildern Szenen aus dem Leben Marias. Die beiden Seitenaltäre nehmen Bezug zu den Altären der alten Kirche: Rechts der Kreuzaltar, der Sebastianaltar und der Nepomukaltar. Links der Liebfrauenaltar der alten Kirche. Zusätzlich sind auf dem Gemälde die heilige Lidwina und die heilige Elisabeth dargestellt. Wagner dienten hier echte Friedberger als Vorbild: für die heilige Lidwina Johanna, die Nichte des Stadtpfarrers Schneider, für die heilige Elisabeth die Frau des Bezirksamtsassessors Schlichtegroll mit ihren Kindern. Auf einem breiten Band um das Mittelschiff ist das Leben des heiligen Jakobus dargestellt. Über den zwölf Säulen des Langhauses finden sich Abbildungen der zwölf Apostel. Neben der Orgel ist David mit Harfe und die heilige Cäcilia als Patrone der Kirchenmusik dargestellt.

## Gedenkstein

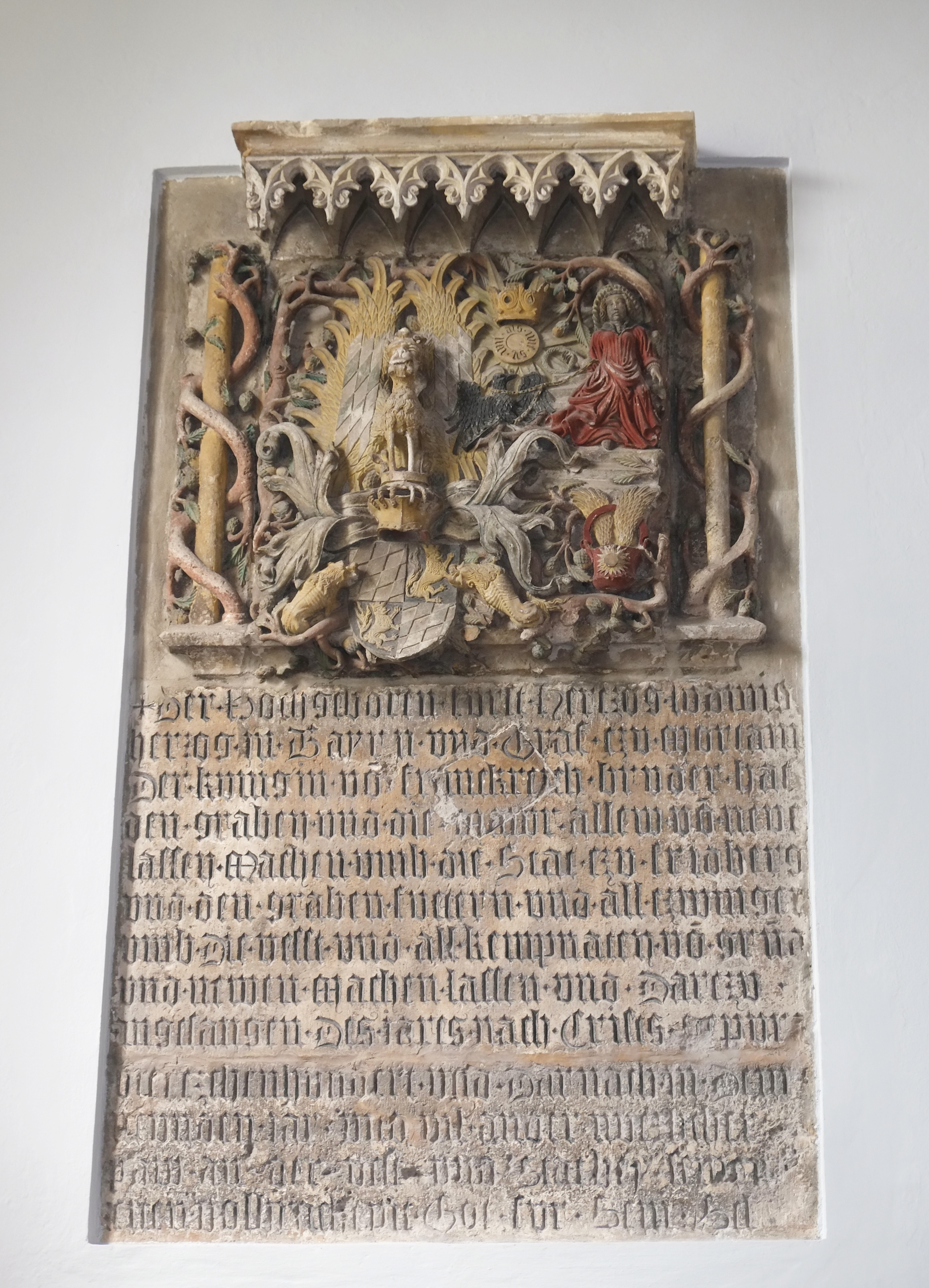
Gedenkstein an der Westwand des rechten Seitenschiffes

Der Gedenkstein von Herzog Ludwig dem Gebarteten aus dem Jahre 1409 an der Westwand des rechten Seitenschiffes gilt als Meisterwerk gotischer Steinmetzarbeit. Neben dem herzöglich-bayerischen Wappen sind zwei kleine Löwen dargestellt. Ein großer Löwe dient als Helmschmuck. Daneben wird die Oswaldlegende angedeutet: Der englische König Oswald hält durch einen sprechenden Raben um die Hand der Tochter des heidnischen Königs Aaron an, der bisher alle Freier tötete. Die Königstochter rettet den Raben und flieht zu Oswald. Aaron setzt ihm nach, lässt sich aber nach einem Wunder taufen. Auf dem Stein sind die Königstochter und der Rabe mit einer zerbrochenen Kette dargestellt. Ludwig wurde von Karl VI. in die Schar der Sonnenritter aufgenommen, daher ist auch eine Sonnenscheibe abgebildet. Die Inschrift bezieht sich auf Befestigungsbauten, die Ludwig ab 1409 in Friedberg durchführen ließ. In der Inschrift werden auch eine Stadtmauer und Baumaßnahmen in der Stadt und Burg erwähnt.

## Orgel

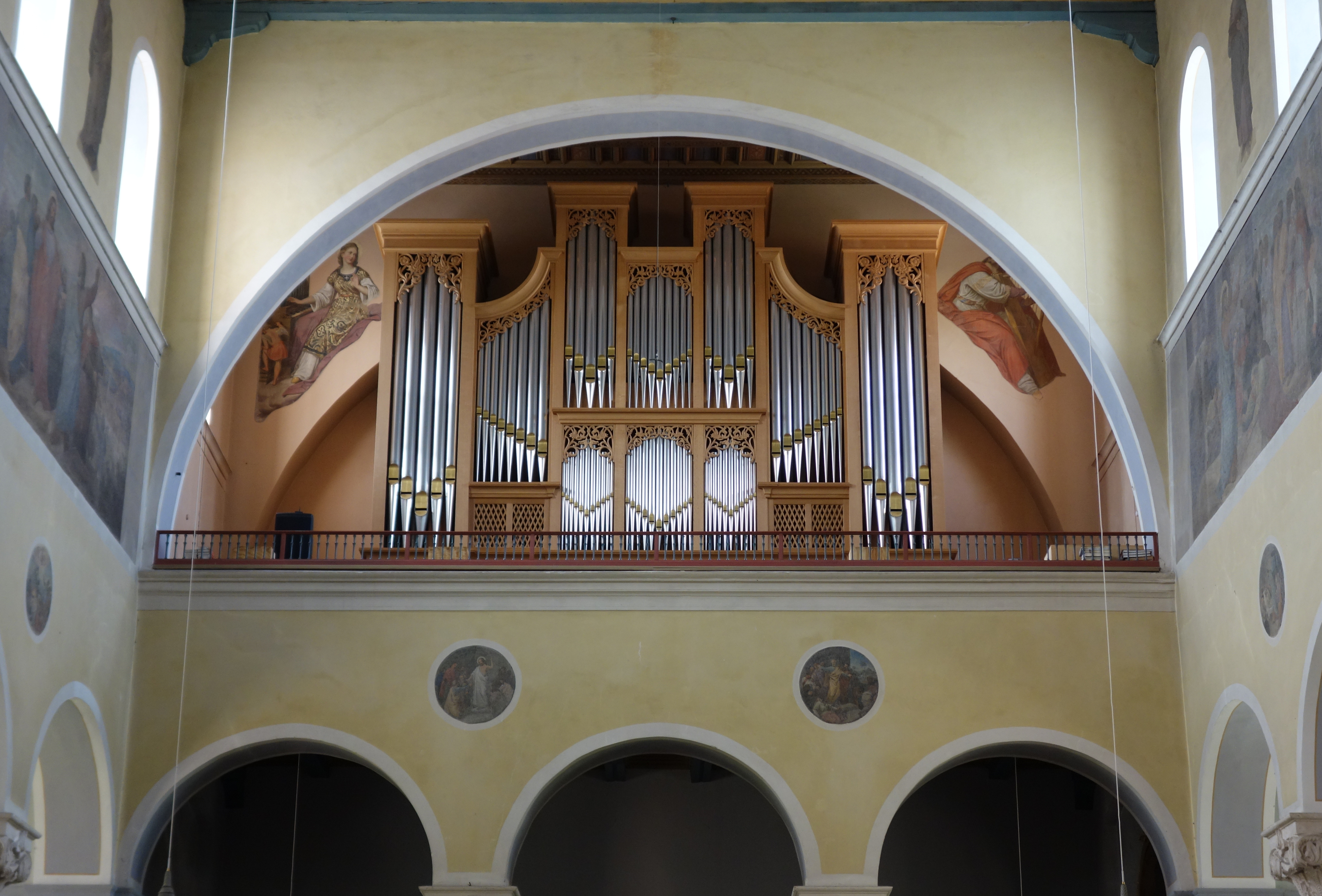
Die Orgel

Nach einer Orgel aus der Barockzeit bauten die Orgelbauer Bohl und Weise in Folge neue Werke. Die heutige Orgel wurde 2001 von der Werkstatt Metzler Orgelbau erbaut. Das Schleifladen-Instrument hat 40 klingende Register (zuzüglich drei Transmissionen) auf drei Manualen und Pedal. Die Spiel- und Registertrakturen sind mechanisch.
| I Hauptwerk C–g3 |               |       |
| 1.               | Bourdon       | 16′   |
| 2.               | Principal     | 8′    |
| 3.               | Viola d’amore | 8′    |
| 4.               | Holzflöte     | 8′    |
| 5.               | Octave        | 4′    |
| 6.               | Nachthorn     | 4′    |
| 7.               | Quinte        | 2 ⁄3′ |
| 8.               | Superoktave   | 2′    |
| 9.               | Mixtur IV–V   | 1 ⁄3′ |
| 10.              | Cornet III    |       |
| 11.              | Fagott        | 16′   |
| 12.              | Trompete      | 8′    |
| 13.              | Trompete      | 4′    |

| II Positiv C–g3 |                |       |
| 14.             | Suavial        | 8′    |
| 15.             | Rohrflöte      | 8′    |
| 16.             | Principal      | 4′    |
| 17.             | Holzgedackt    | 4′    |
| 18.             | Sesquialter II |       |
| 19.             | Octave         | 2′    |
| 20.             | Larigot        | 1 ⁄3′ |
| 21.             | Scharff III–IV | 1′    |
| 22.             | Krummhorn      | 8′    |
|                 | Tremulant      |       |

| III Schwellwerk C–g3 |              |        |
| 23.                  | Salicional   | 8′     |
| 24.                  | Unda maris   | 8′     |
| 25.                  | Bourdon      | 8′     |
| 26.                  | Traversflöte | 4′     |
| 27.                  | Salicet      | 4′     |
| 28.                  | Nasard       | 2 ⁄3′  |
| 29.                  | Waldflöte    | 2′     |
| 30.                  | Terz         | 1 3⁄5′ |
| 31.                  | Trompette    | 8′     |
| 32.                  | Oboe         | 8′     |
| 33.                  | Vox humana   | 8′     |
|                      | Tremulant    |        |
|                      | Vogelsang    |        |

| Pedal C–f1 |                     |     |
| 34.        | Untersatz           | 32′ |
| 35.        | Prinzipalbass       | 16′ |
| 36.        | Subbaß (= Nr. 1)    | 16′ |
| 37.        | Octavbass           | 8′  |
| 38.        | Viola (= Nr. 3)     | 8′  |
| 39.        | Choralbass          | 4′  |
| 40.        | Rauschpfeife        | 2′  |
| 41.        | Posaune             | 16′ |
| 42.        | Trompete            | 8′  |
| 43.        | Trompete (= Nr. 13) | 4′  |

- Koppeln: II/I, III/I, III/II, I/P, II/P, III/P